# Sonar 2087
Сонар 2087 — это гидролокатор с буксируемой антенной решеткой, разработки и производства компании Thales Underwater Systems на объектах в Великобритании (Чидл-Хит в Стокпорте, Темплкомб в Сомерсете) и во Франции (Брест). Sonar 2087 заменяет более старый Sonar 2031? в ВМС Великобритании им оснастят восемь фрегатов типа 23. Ожидается, что эта система также будет установлена на будущем фрегате типа 26 примерно с 2020 года.
Sonar 2087 представляет собой низкочастотный активный гидролокатор, в его составе имеется как активный, так и пассивный акустический массив. Thales описывает свою систему как «буксируемый сонар, который позволит кораблям типа 23 бороться с самыми современными подводными лодками на значительном удалении и обнаруживать их за пределами радиуса действия их оружия».
Во время учений «Аурига» в 2010 году боевые возможности фрегата HMS Sutherland (F81), оснащённого ГАС Sonar 2087, были оценены командиром корабля как «лучшие в мире». В учениях участвовали американские, британские, канадские и французские военные корабли, в том числе французская атомная подводная лодка  Perle (S606).

## Характеристики
(по данным )
- Низкочастотная активная ГАС (< 2 кГц)
- Широкополосная пассивная ГАС (0,1...100 кГц)
- Разрешение неоднозначности по азимуту
- Время развёртывания — < 30 мин
- Оптимальная рабочая скорость — 15 уз.
- Максимальная рабочая скорость — 28 уз.